# جواد صالحي
جواد صالحي (بالفارسية: جواد صالحی) هو مهندس كهرباء وحواسيب إيراني عراقي ولد في يوم 22 كانون الثاني 1956 في بغداد، يعتبر جواد مبتكر وصول متعدد بتقسيم الترميز الخياري، هو أحد أعضاء أكاديمية العلوم الإيرانية وأيضاً عضو اكاديمية العالم الاسلامي للعلوم وقد حصل على شهادة البكلوريوس من جامعة كاليفورنيا في إرفاين وحصل على شهادة الماجستير في الهندسة الكهربائية من جامعة جنوب كاليفورنيا في لوس أنجلوس في سنة 1984.